# Alfa Romeo 1900
L'Alfa Romeo 1900 è una berlina quattro porte prodotta dall'Alfa Romeo nello Stabilimento del Portello tra il 1950 e il 1959. È una pietra miliare della storia della casa milanese perché è la prima Alfa Romeo prodotta in serie su una catena di montaggio, la prima Alfa Romeo monoscocca e anche la prima Alfa Romeo con guida a sinistra di serie.

## Il contesto
Appena terminata la guerra la nuova dirigenza dell'Alfa Romeo cominciò a pensare al futuro dell'azienda. Immediatamente si decise di ricominciare a produrre faticosamente le vecchie Alfa Romeo 6C 2500, ormai decisamente superate, e di recuperare le 158 "Alfetta" dai loro ricoveri per partecipare ai primi Gran Premi, dando tempo all'ufficio tecnico di progettare un modello nuovo.
Mentre le 158 "Alfetta" stavano ottenendo successi in pista e le rimodernate 6C 2500 Freccia d'oro sul mercato la dirigenza Alfa Romeo decise di realizzare una vettura completamente nuova, sia come categoria che come progetto, da costruire in grande scala su una catena di montaggio anziché su misura in poche centinaia di esemplari come tutte le Alfa Romeo fino ad allora.
Come per le prestigiose antenate il nuovo modello, anche se sarebbe stato più piccolo, avrebbe dovuto avere caratteristiche tecniche e innovative di primo livello, che erano ormai parte della tradizione Alfa Romeo. Dopo aver scartato progetti troppo avanzati che prevedevano trazione anteriore e motore 6 cilindri venne deciso di progettare una berlina media d'impostazione sportiva, con motore anteriore quattro cilindri in linea, trazione posteriore e innovativa scocca portante.

## Storia del modello
Già nel novembre 1948 cominciò la progettazione da parte di Giuseppe Busso, sotto la supervisione di Orazio Satta Puliga, sfruttando le esperienze fatte col prototipo "Gazzella" del 1943-45, che prevedeva già la scocca portante. La vettura, come da tradizione, contiene diverse raffinatezze meccaniche tra cui scocca portante, motore bialbero con testata in lega leggera e sospensioni anteriori indipendenti ma soprattutto viene pensata per essere prodotta in serie su una nuova catena di montaggio; anch'essa tutta da progettare e realizzare al Portello, dove prima vi era la linea di produzione aeronautica.
Per poterla produrre su larga scala fu deciso che la futura 1900 avrebbe montato un motore con "soli" quattro cilindri in linea anziché i celebri sei e otto cilindri d'anteguerra, perché consentiva una minore imposizione fiscale e costi di produzione e manutenzione inferiori. Il 4 cilindri da 1884 cm3 (alesaggio x corsa: 82,55 x 88 mm) raffreddato ad acqua progettato da Giuseppe Busso tuttavia è all'altezza della tradizione Alfa Romeo grazie a testata in lega leggera, distribuzione bialbero in testa comandato da catena e camere di scoppio emisferiche con candele sulla loro sommità. Il “cuore” della 1900, in una prima versione con basamento in alluminio, cominciò a girare al banco il 14 gennaio 1950 generando una novantina di cavalli con un solo carburatore. Successivamente fu deciso di realizzare il basamento definitivo in ghisa anziché in lega leggera per eliminare delle vibrazioni fastidiose ed aumentare la robustezza del blocco.
Il motore è accoppiato ad un cambio a quattro marce con comando al volante che trasmette il moto alle ruote posteriori. I freni sono a tamburo su tutte le ruote ma alettati e di grandi dimensioni per essere il più possibile efficaci e resistenti mentre lo sterzo è a vite e rullo. Per la prima volta venne adottata la guida a sinistra di serie, anziché a destra, come era stato sulle Alfa Romeo prodotte fino ad allora. Per le sospensioni anteriori, a ruote indipendenti, si scelse lo schema a quadrilateri deformabili, con molle elicoidali, ammortizzatori idraulici telescopici non coassiali e barra antirollio, mentre per quelle posteriori si optò per un classico ponte rigido collegato al telaio longitudinalmente tramite due puntoni di duralluminio e trasversalmente da un puntone singolo, sempre con molle elicoidali e ammortizzatori idraulici telescopici, stavolta coassiali. La configurazione della scocca, la forma e il progetto dettagliato di tutti i lamierati venne eseguito internamente alla casa da Ivo Colucci.

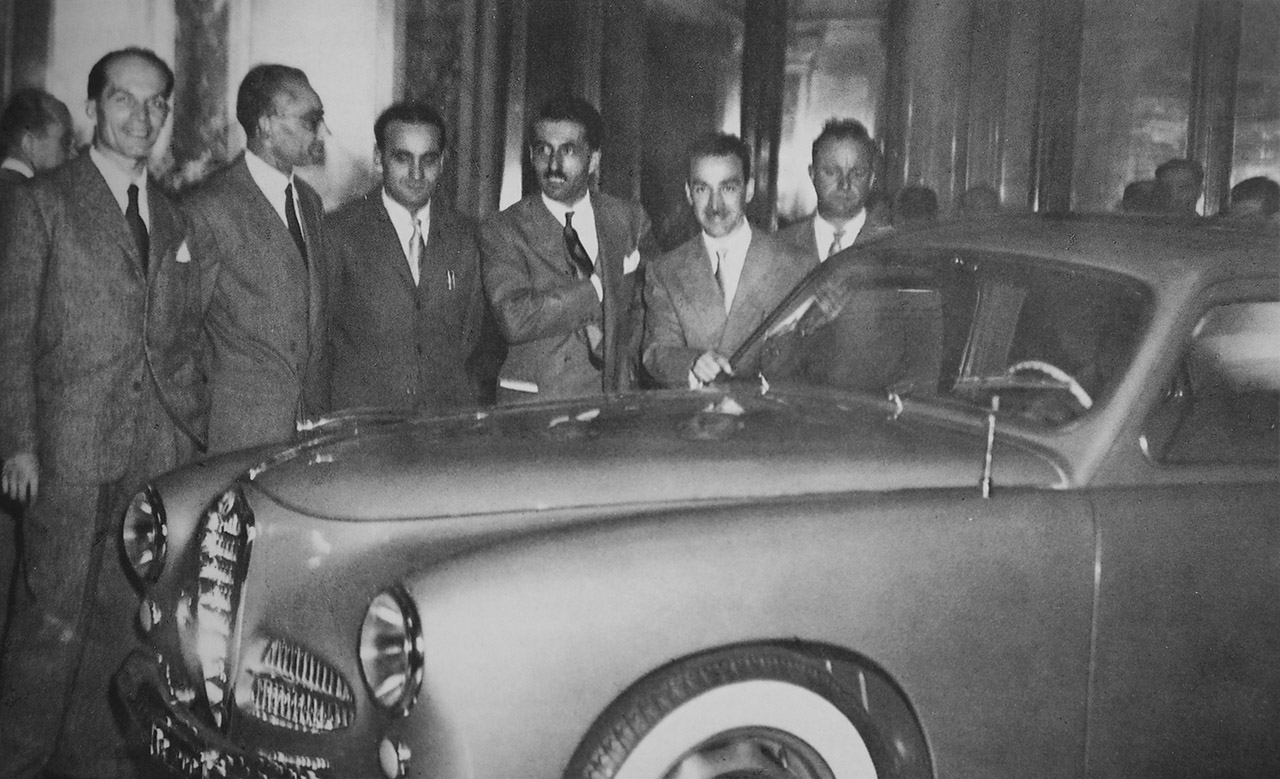
La nuova Alfa Romeo 1900 durante la presentazione all'Hotel Principe di Savoia; sulla sinistra si riconoscono Busso e Satta

La prima uscita in strada della 1900, non ancora definitiva, avvenne il 2 marzo 1950 con Consalvo Sanesi (collaudatore e pilota Alfa Romeo) alla guida, Gian Paolo Garcea (responsabile del Servizio Esperienze), Giuseppe Busso (il progettista) e Livio Nicolis (capo del settore corse) come passeggeri. Un prototipo fu presentato marciante all'esterno del salone di Torino (4-14 maggio 1950) ma il modello fu giudicato insoddisfacente a causa di una sua remota somiglianza con la nuova Fiat 1400 con la quale condivideva la fiancata massiccia e la voluminosa coda tondeggiante. A quel punto l'ing. Antonio Alessio, direttore generale dell'Alfa Romeo, si rivolse alla carrozzeria Touring che modificò la linea della vettura snellendo la fiancata e il posteriore.
La presentazione alla stampa della nuova Alfa Romeo 1900 (pron."millenove"; il nome deriva dall'approssimazione per eccesso della cilindrata) si tenne il 2 ottobre 1950 a Milano all'Hotel Principe di Savoia mentre quella al pubblico al salone di Parigi nell'ottobre successivo. In quel momento ancora non era stata completata la catena di montaggio visto che persino lo studio delle attrezzature produttive fu integralmente eseguito al Portello.

### La 1900 normale
La versione definitiva della 1900 normale ha telaio monoscocca con carrozzeria berlina a 4 porte in acciaio dalla linea allo stesso tempo sportiva ed elegante che prevede un frontale con uno scudetto trilobato affiancato a due prese d’aria ovali, particolari destinati a diventare un classico. I fanali anteriori circolari erano posti sulla sommità dei parafanghi sopra i cicalini delle luci di posizione mentre sul retro molto pulito spiccavano il portatarga cromato e le luci posteriori circolari di piccolo diametro.

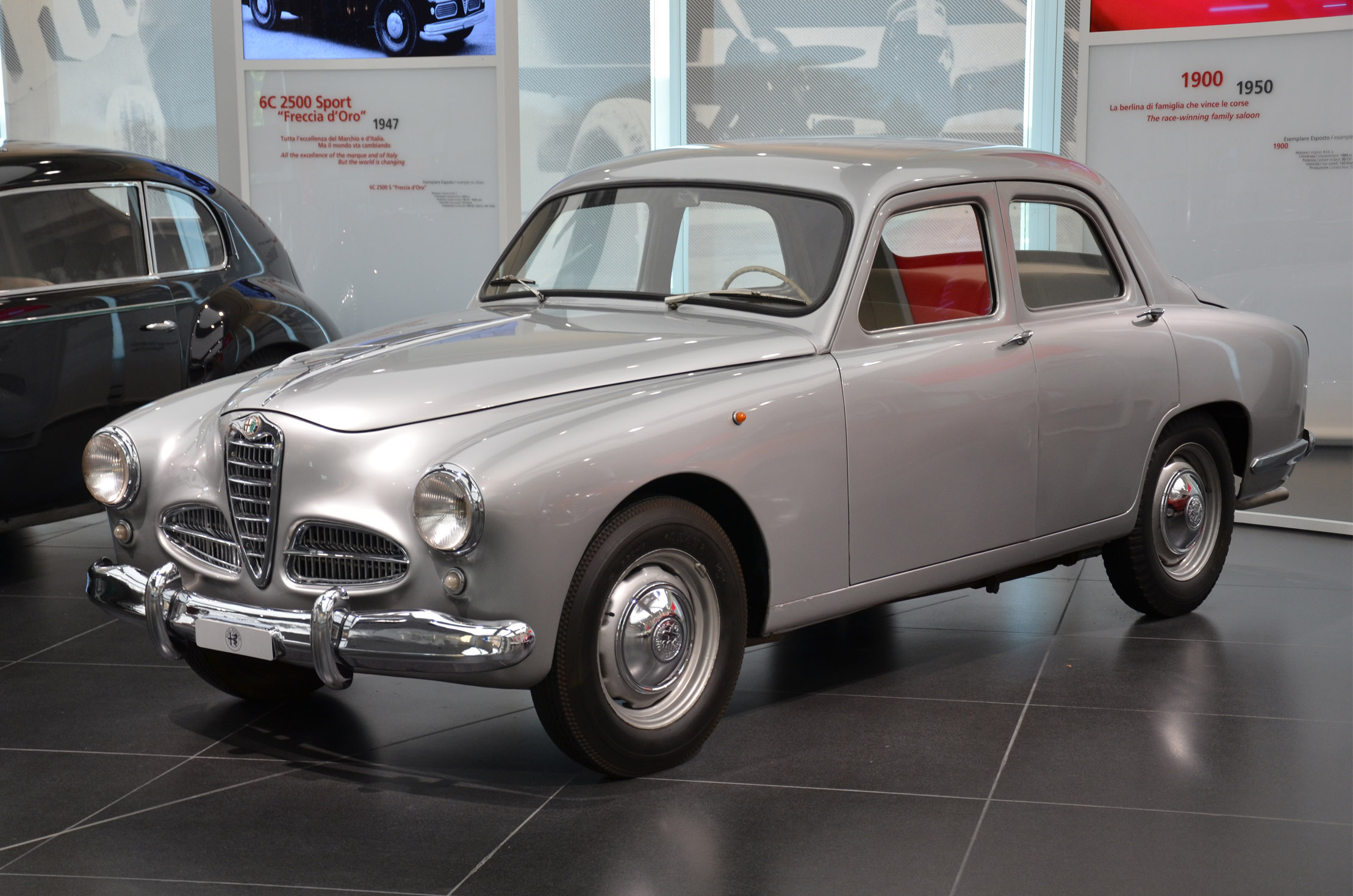
L'Alfa Romeo 1900 berlina "normale" del Museo Storico Alfa Romeo

Il motore di serie è un 4 cilindri in linea 1884 cm3 (alesaggio x corsa: 82,55 x 88 mm) raffreddato ad acqua con basamento in ghisa, testata in alluminio, distribuzione con due alberi a camme in testa comandati da catena, camere di scoppio emisferiche e un carburatore monocorpo Weber 36 DO5. Sviluppa 80 CV di potenza massima a 4800 giri/min e 13,3 Kgm di coppia massima a 3000 giri/min. Erano valori record per l’epoca che facevano toccare alla berlina di serie i 150 km/h.
L’abitacolo può accogliere 6 persone su due file di sedili a panca ben imbottiti rivestiti in tessuto grazie alla leva del cambio al volante e al comando a maniglia del freno a mano posto sotto la plancia. Il cruscotto prevede un solo strumento semicircolare, con al centro il tachimetro/contachilometri ed ai lati l’indicatore del livello della benzina e il manometro dell’olio. Il volante a due razze è in bachelite bianca o nera con un anello cromato per il clacson. Al centro della plancia vi è un alloggiamento per la radio o per il contagiri e di fronte al passeggero si trova un cassetto portaguanti chiuso da uno sportello.
Il successo di pubblico fu eccezionale e superiore alle aspettative nonostante il prezzo di 2.310.000 lire. Era desiderata dai clienti sportivi che la portavano in gara e dalla borghesia per cui rappresentava uno status-symbol, infatti veniva prodotta dalla più vincente casa automobilistica italiana che aveva appena vinto il primo mondiale di Formula 1 della storia, con "Nino" Farina su una 158.
La stampa specializzata rimase impressionata dalla tenuta di strada e dalla potenza del motore ma criticò il comfort di marcia, gli sportivi invece desideravano più potenza e la leva del cambio sul pavimento; in più mancavano la coupé, la cabriolet e un autotelaio che i più importanti carrozzieri italiani potessero “vestire” secondo i gusti dei clienti più facoltosi, ancora abituati alle vetture prodotte “su misura”.

### La 1900C Sprint

La prima Alfa Romeo 1900C Sprint di Touring, presentata al Salone di Ginevra del marzo 1951

La casa milanese rispose a queste critiche a meno di un anno dal lancio presentando l'autotelaio 1900C (C sta per "Carrozzieri") su cui le carrozzerie Touring e Pinin Farina realizzarono la coupé e la cabriolet messe regolarmente a listino e vendute direttamente dalla rete dei Concessionari Alfa Romeo, battezzate 1900C Sprint e 1900C Cabriolet. Infatti l’autotelaio venne vestito anche da altri carrozzieri, italiani e stranieri, con alterne fortune. Sulla 1900C il passo è accorciato di 130 mm, da 2630 a 2500 mm, e il motore 1884 cm3 viene dotato di carburatore doppio corpo Weber 40 DCA3, valvole di aspirazione e scarico maggiorate, rispettivamente da 38 a 41 mm e da 34 a 36,5 mm, e rapporto di compressione aumentato da 7,5:1 a 7,75:1 per raggiungere i 100 CV a 5500 giri/min.
La Sprint di Touring, la cui linea ricordava quella della coeva Alfa Romeo 6C 2500 SS Villa d’Este, è costruita col metodo Superleggera e pesa solo 1000 kg, 100 in meno della berlina di serie, tocca i 180 km/h. L’eleganza della linea e l’agilità data dal passo corto la mettevano a confronto con la Lancia Aurelia B20 GT sia su strada che in pista. Invece la cabriolet di Pinin Farina, che pesa come la berlina di serie a causa del meccanismo della capote, tocca i 170 km/h.
Gli interni della coupé Touring, rifiniti a mano come logico su una vettura da 2.697.000 lire, sono diversi da quelli della berlina e prevedono due posti su sedili separati rivestiti in tessuto e vinile, una panchetta posteriore dove alloggiare i bagagli extra, moquette sul pavimento e plancia con strumenti circolari, tachimetro/contachilometri e contagiri più grandi, posti dietro il volante in legno e alluminio a tre razze, e indicatore del livello della benzina e della pressione dell'olio più piccoli, più in basso. Ovviamente queste auto, anche se regolarmente a listino, sono a tutti gli effetti delle fuoriserie e ogni richiesta speciale degli acquirenti poteva essere soddisfatta con adeguato sovrapprezzo.

### La 1900 TI

La 1900 berlina di Alberto Della Beffa impegnata nella coppa Intereuropa a Monza nel settembre 1952

A partire dal 1952, anno in cui al Portello furono pienamente operative le nuove catene di montaggio e su tutte le vetture vennero sostituiti il puntone trasversale del ponte rigido con due corti puntoni alla versione normale fu affiancata una versione più sportiva per venire incontro alle esigenze dei piloti privati, che lamentavano una certa carenza di potenza e la scomodità della leva del cambio al volante.
Sulla scocca della berlina 4 porte di serie venne trapiantato il motore della Sprint da 100 CV a 5500 giri/min, con rapporto di compressione aumentato, carburatore doppio corpo Solex 40 PII e valvole maggiorate, creando una nuova versione che toccava i 170 km/h e venne battezzata 1900 TI, abbreviazione di Turismo Internazionale, la categoria in cui il nuovo modello rientrava.
In breve tempo la 1900 TI, venduta a 2.550.000 lire, divenne la vettura da battere e quindi la preferita dai piloti privati perché poteva essere usata oltre che per vincere le gare la domenica anche per andare al lavoro il lunedì, dando credito allo slogan, nato in quel periodo, che recita: “la vettura di famiglia che vince le corse”. Le affermazioni di questo modello e della successiva TI Super sono innumerevoli ma le più importanti sono sicuramente la vittoria di classe al Tour de France Automobile e alla Stella Alpina del 1953, i primi 4 posti di classe alla Mille Miglia dello stesso anno e i primi 5 posti di classe alla Carrera Panamericana 1954.

### La 1900 Super, TI Super e Super Sprint
Nel 1954 la nuova dirigenza composta da Francesco Quaroni, che aveva sostituito Alessio nel 1952, e dal nuovo presidente dell'IRI-Finmeccanica Giuseppe Luraghi, arrivato l'anno prima, "riposizionò" la 1900 trasformandola nella 1900 Super, la nuova ammiraglia della casa. Infatti era appena nata la Giulietta, prima Sprint poi berlina e Spider, che divenne la "piccola" di casa Alfa e contemporaneamente era uscita di scena la grande 6C 2500. Così la 1900 si rinnovò puntando sul comfort e il lusso diventando “Super”, con carrozzeria leggermente ritoccata, allestimenti più lussuosi e meccanica evoluta, offerta ad un prezzo ridotto a 1.950.000 lire grazie alla razionalizzazione della produzione.
La modifica meccanica più importante fu l'aumento dell'alesaggio fino a 84,50 mm e della cilindrata a 1975 cm3, che insieme ad un nuovo carburatore Solex 40 PAI fecero salire la potenza fino a 90 CV e la velocità massima a 160 km/h. All'interno il cruscotto cambiò completamente adottando tre strumenti circolari di uguale diametro, tachimetro/contachilometri con fondoscala a 180 km/h a sinistra, manometro dell’olio e all’indicatore del livello della benzina al centro e contagiri a destra, e adottando un nuovo listello cromato lungo tutta la plancia. La leva del cambio, migliorato, rimase al volante ma fu sempre più frequente la richiesta del cambio “a cloche”, soprattutto sulle TI Super e Super Sprint.
All'esterno vi furono modifiche più di dettaglio, con paraurti dotati di rostri anteriori e posteriori, "baffi" cromati che si allungano inglobando le luci di posizione e nuovi fanali posteriori a "conchiglia", ingranditi e meglio raccordati con la carrozzeria, che poteva essere bicolore. Nel corso del 1955 comparvero delle eleganti cromature alla base della fiancata, lungo tutta la linea di cintura, a dividere le eventuali combinazioni bicolori, ed alla base dei finestrini e venne montata anche la scritta 1900 Super sulla sommità del parafango anteriore.
Nel 1957 l’Alfa Romeo iniziò una collaborazione con la stilista e creatrice di moda Jole Veneziani per studiare nuovi colori per la carrozzeria e gli interni. Grazie a lei la carrozzeria della 1900 Super si colorò di verde bosco, celeste acqua di fonte, blu Helvetia o beige Sabbia del Sahara, abbinabili anche fra di loro grazie all’inedita configurazione bicolore, e gli interni vennero rinnovati adottando tessuti specifici della Lanerossi Vicenza con colori e trame dedicate.
Per l'occasione anche le TI e le 1900C Sprint diventano 1900 TI Super e 1900C Super Sprint adottando il motore 1975 cm3 ma anche due carburatori doppio corpo Solex 40 PII, collettori di scarico sdoppiati e rapporto di compressione aumentato a 8:1 per raggiungere i 115 CV a 5500 giri/min e toccare i 180 km/h. Se la TI Super adotta le stesse modifiche alla carrozzeria della berlina Super normale la 1900C Super Sprint subisce un restyling più profondo che interessa i lamierati; le prese d'aria sul frontale vengono allungate fino ad inglobare le luci di posizione e i fendinebbia, i cristalli ingranditi per migliorare la visibilità, le maniglie sostituite con altre non più "a filo" carrozzeria e infine sono aggiunte delle strisce cromate sottoporta.
Dalla primavera del 1955 su tutti i motori è sostituito il sistema di distribuzione a catena singola con uno a doppia catena silenziosa e sono invertiti il senso di rotazione degli alberi a camme e l'ordine di accensione da 1-3-4-2 a 1-2-4-3. Su alcune TI Super e su tutte le Super Sprint viene adottato un nuovo cambio a 5 marce con leva al volante, anche se sempre più spesso è richiesta la leva del cambio a cloche sul tunnel.

### La 1900 Super Primavera e Super Sprint "Giuliettona"
Al Salone di Londra 1955 viene presentata la versione berlina due porte battezzata “Primavera”. Realizzata dalla Carrozzeria Ellena su disegno di Mario Felice Boano ma regolarmente a listino viene venduta direttamente dalla rete dei Concessionari Alfa Romeo a 2.595.000 lire e differisce dalla berlina Super per la linea della fiancata, con due sole porte senza montante centrale, e della coda, dotata di pinne verticali, e per il lunotto posteriore, panoramico. Venne realizzata in due serie differenti riconoscibili per la finitura cromatica fino al 1957.
Nel 1956 arriva l'ultimo e più profondo restyling della coupé di Touring, la cui linea è completamente rivista per farla assomigliare a quella della Giulietta Sprint che sta riscuotendo grande successo. La nuova 1900C SS si discosta dalle precedenti serie e dalla 6C 2500 SS Villa d'Este e somiglia tanto alla sorella minore da meritarsi l’appellativo di “Giuliettona”, anche se rimane costruita in alluminio col metodo Superleggera. La meccanica è identica a quella delle SS ma la velocità massima sale a 190 km/h grazie alla linea più aerodinamica. Anche all'interno vi sono delle novità, tra queste una nuova plancia e un diverso cruscotto con i due strumenti principali ed i quattro secondari, tutti circolari ma di diametro diverso, raccolti sotto un'unica palpebra opaca. Una di queste, di colore Rosso Matador con selleria in pelle nera e comando del cambio al volante, pare sia stata la "favorita" dello Scià di Persia Reza Palhavi tra le oltre trecento automobili che costituivano il suo garage personale. 
La produzione della 1900 cessa definitivamente nel 1959 dopo oltre 17.000 berline prodotte, nei vari allestimenti normale TI e Super, ed è sostituita dalla 2000, una voluminosa berlina di rappresentanza dalla carrozzeria d'impostazione assai meno sportiva, presentata in anteprima al Salone dell'automobile di Torino dell'autunno 1957 che adotta l'intera meccanica della 1900 Super.

## Le versioni speciali

### Le "Volanti"

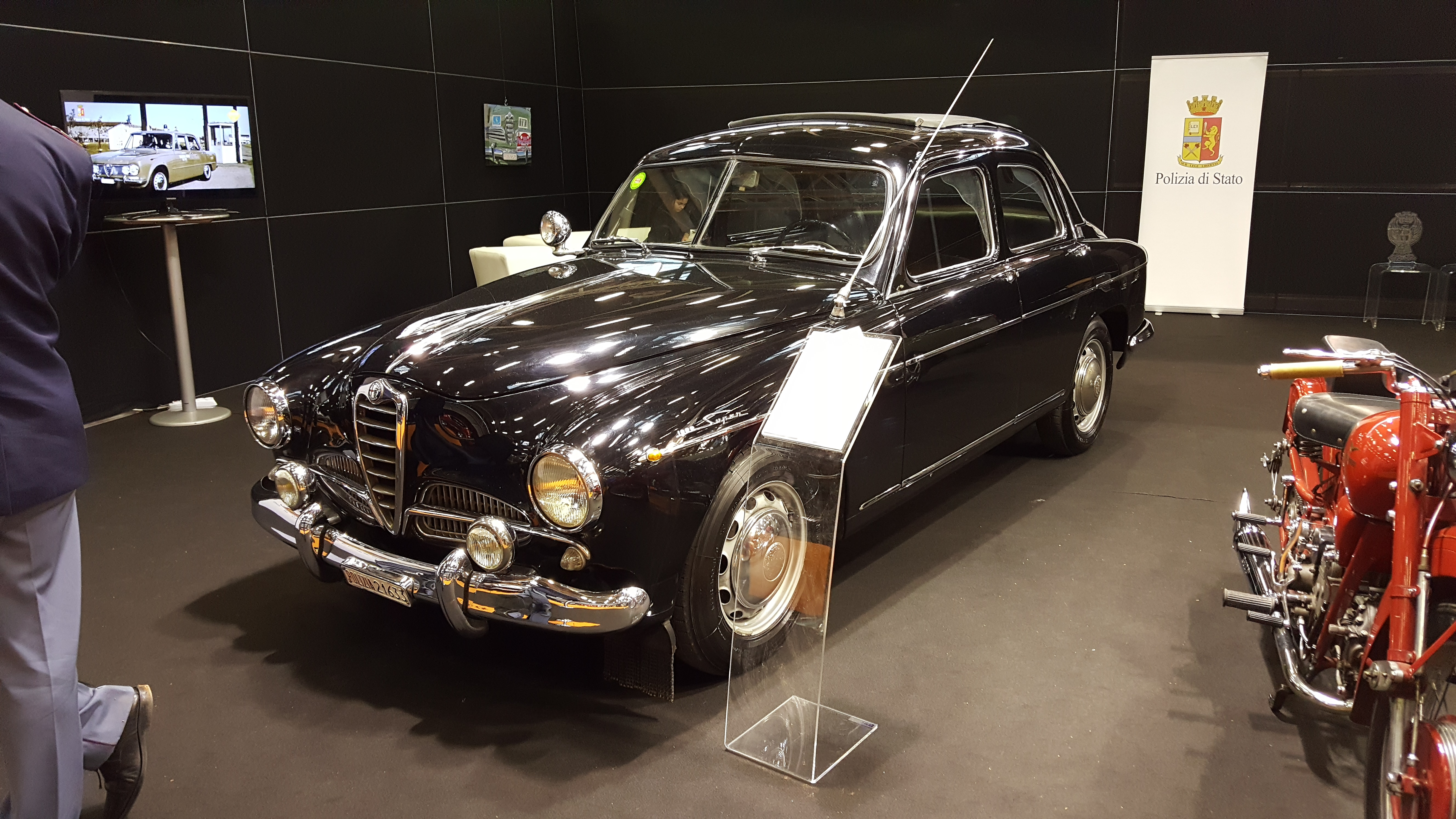
L'Alfa Romeo 1900 Ti Volante della Polizia ad una fiera del settore

La prima vettura che la Polizia di Stato acquistò nuova per pattugliare le strade fu un'Alfa Romeo 1900 TI del 1952, denominata 1900 TI G; infatti fino ad allora erano state usate per quello scopo le vecchie jeep riverniciate di rosso del Reparto Celere, non più in grado di competere con le auto sempre più potenti usate dalla criminalità.
Le 1900 TI e TI Super appositamente realizzate per la Polizia furono circa 400, tutte nere, preparate dalla Carrozzeria Colli con blindatura anteriore leggera, parabrezza antisfondamento in due pezzi, fari di profondità supplementari, faro esterno brandeggiabile sul montante del parabrezza, tettuccio apribile in tela per consentire l'utilizzo di armi da fuoco in posizione eretta nonché di speciali protezioni antiforatura (sia contro chiodi che pallottole) realizzate mediante una serie di catenelle metalliche poste davanti alle ruote anteriori. Su alcune delle Alfa Romeo 1900 della Polizia vennero installati anche i primi apparati radio riceventi, in contatto costante con le varie Centrali d'appartenenza, e, per sostenerne il maggior consumo di corrente, fu installata una dinamo da 300 W al posto di quella di serie da 200 W.
Dal colore nero, dai fari gialli e dalla similitudine del frontale con il muso del felino, data dallo scudo centrale e dai baffi laterali sulla calandra, venne coniato il nome "Pantera", poi attribuito per antonomasia anche alle successive auto della Polizia, incluse le Giulia Super e la Ferrari 250 GTE affidata al leggendario maresciallo siracusano Armando Spatafora. Su queste vetture infatti venne usato per la prima volta lo stemma della Squadra volante, una pantera nera sopra una freccia bianca.
Un piccolo lotto di vetture venne acquistato anche dalla Guardia di Finanza, probabilmente per operazioni anticontrabbando sotto copertura.

### La 1900 M Matta

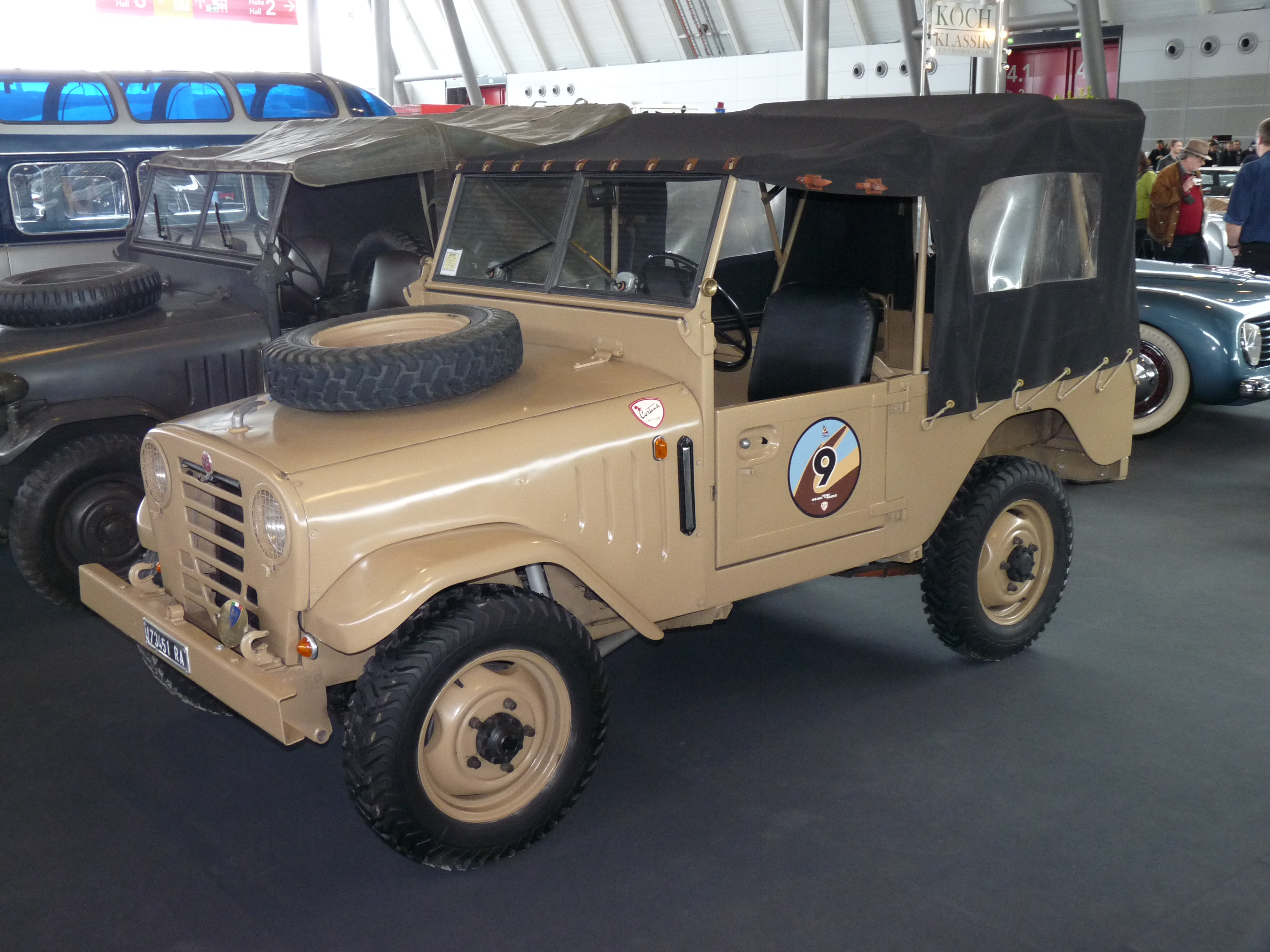
Un'Alfa Romeo 1900 M (AR/52) "Matta"

Nel 1951 l'Alfa Romeo decise di partecipare al bando indetto dal Ministero della difesa per la realizzazione di una autovettura da ricognizione per il 1951 (AR/51), un fuoristrada leggero, in grado di sostituire le vecchie jeep Willys e Ford recuperate negli ARAR, a cui sta lavorando anche la FIAT; che poi vincerà la commessa grazie ai costi di acquisto e gestione inferiori della sua Alpina; la futura Campagnola.
L'Alfa Romeo 1900 M (la M sta per Militare) AR/51 tuttavia resta un progetto valido con caratteristiche tecniche di primo livello che migliora le caratteristiche stradali e fuoristradistiche della nuova Land Rover e dalla Willys MB cui si ispirava. La vettura è mossa dal motore della 1900 berlina, denominato serie 1307, dotato di nuova fasatura e del sistema di lubrificazione a carter secco con serbatoio olio separato per garantire la lubrificazione anche con il veicolo fortemente inclinato. Il telaio a longheroni di acciaio supporta le sospensioni anteriori a ruote indipendenti e quelle posteriori a ponte rigido, il sistema di trazione integrale, dotato di riduttore e sistema manuale per l'inserimento della trazione anteriore e del bloccaggio del differenziale posteriore, e una semplice carrozzeria aperta con parabrezza ribaltabile.
Soprannominata "Matta", perché sale e scende la scalinata della Basilica di Assisi durante la presentazione, ne vennero costruite 2167 dal 1952 al 1955 nello stabilimento di Pomigliano d'Arco. Le prime 2000 AR/51 circa vennero consegnate alle Forze Armate mentre, dopo l'assegnazione alla Fiat della commessa militare, le AR/52 restanti con motore maggiorato a 1975 cm3 vennero cedute a clienti privati.

### La 1900 C52 "Disco Volante" Touring

La 1900 C52 "Disco Volante" Coupé conservata al Museo Storico

Una nota a parte merita la 1900 C52 (Competizione per la stagione 1952), meglio conosciuta come Disco Volante, ideata dall'ufficio tecnico desideroso di rientrare ufficialmente in pista tra le vetture sport, con la collaborazione della carrozzeria Carrozzeria Touring partendo dalla 1900C, da cui eredita l'impostazione generale, con motore anteriore longitudinale e trazione posteriore.
Il propulsore, sempre un quattro cilindri in linea ma realizzato interamente in lega leggera, venne maggiorato fino a 1997 cm³ di cilindrata e potenziato fino a 158 CV grazie all'adozione di due carburatori doppio corpo ed accoppiato ad un cambio manuale a quattro marce. Il telaio tubolare venne progettato ex-novo insieme alla carrozzeria, disegnata e costruita dalla Touring con il sistema brevettato Superleggera, per cui dei leggeri pannelli di alluminio vengono fissati ad un traliccio di tubi di acciaio. La linea biconvessa è particolarmente aerodinamica dato che permette all'auto di raggiungere una velocità massima di 220 km/h e tanto originale che l'Alfa Romeo decide di depositarne il brevetto come "Modello ornamentale".
L'Alfa Romeo in collaborazione con la Carrozzeria Touring costruì 5 Disco Volante, tutte diverse tra loro: 1 spider, 1 coupé, 1 spider "fianchi stretti" e 2 spider sei cilindri. Oggi si crea confusione perché si tende ad includere tra le Disco Volante anche le 6C 3000 CM, molto simili ma prodotte successivamente.
Grazie alla sua linea particolare la 1900 C52 Disco Volante divenne famosissima in breve tempo, facendo piovere negli uffici del Portello decine di prenotazioni "sulla fiducia", soprattutto dall'America. Tuttavia, l'azienda decise di non produrre in serie il modello, nonostante le pressioni di personaggi famosi innamorati della "Disco Volante", tra i quali l'astronauta Charles Conrad, l'attore Tyrone Power e il presentatore Mike Bongiorno.

### La 2000 Sportiva

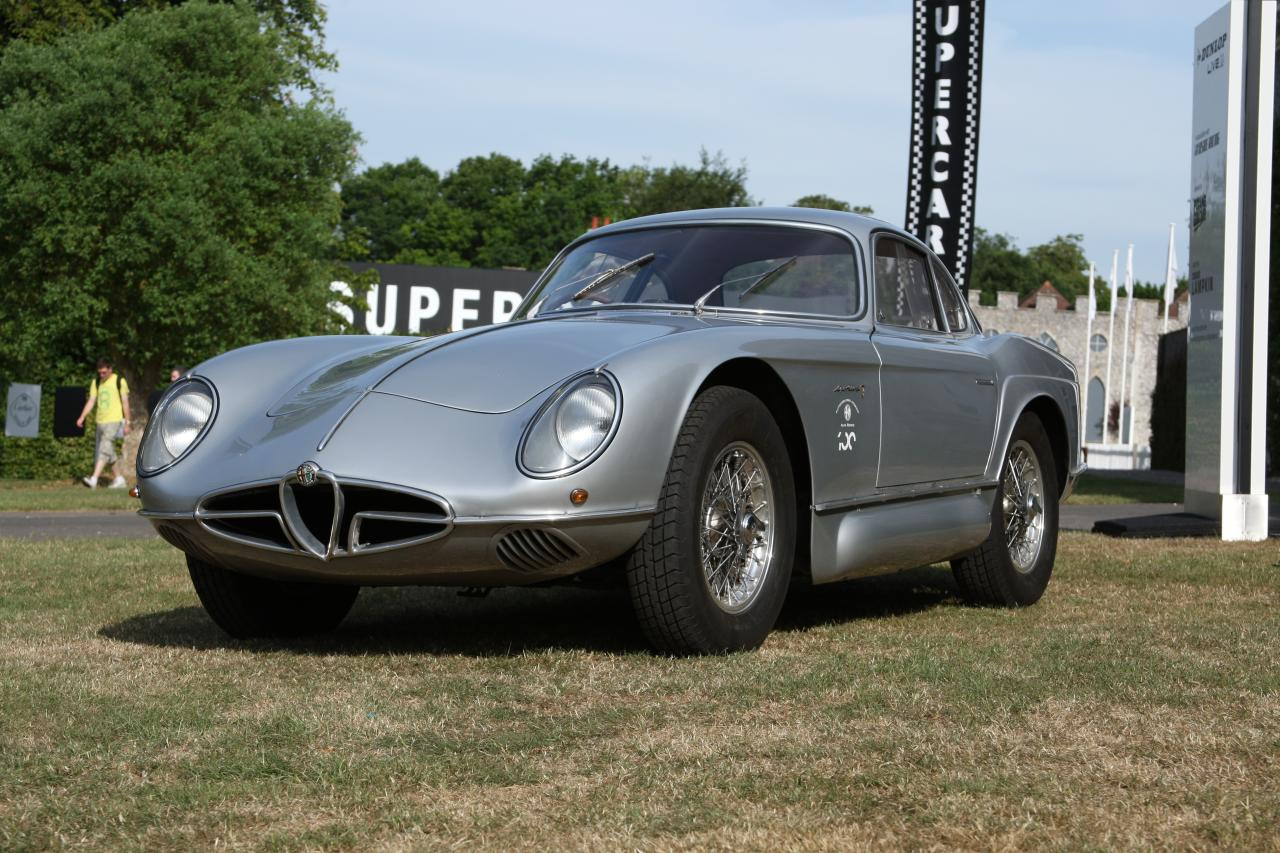
L'Alfa Romeo 2000 Sportiva del Museo Storico Alfa Romeo

Nel 1954, dopo la fine del progetto Disco Volante, l'Alfa Romeo ne mise a frutto le esperienze realizzando il progetto 2000 Sportiva, che sarebbe dovuta essere la vettura dei clienti sportivi ma che poi non venne prodotta in serie. Sul telaio tubolare della Disco Volante con passo accorciato a 2200 mm sono montate sospensioni anteriori derivate dalla 1900 berlina e posteriori a ponte De Dion con parallelogramma di Watt, freni a tamburo con i posteriori entrobordo e cerchi a raggi Borrani da 16". Il progetto prevedeva due versioni, coupé e spider, entrambe con carrozzerie disegnate da Franco Scaglione e realizzate dalla Bertone.
Il motore deriva da quello della 1900 Super con monoblocco in ghisa, ma raggiunge i 138 CV a 6500 giri/min grazie all'aumento del rapporto di compressione a 9:1, dell’alesaggio da 84,5 mm a 85 mm e della cilindrata a 1997 cm3, alla lubrificazione a carter secco e a due carburatori Weber 50 DCO3. Così la coupé può toccare i 220 km/h grazie anche alla carrozzeria aerodinamica, con fanali carenati, prese d'aria per il raffreddamento dei freni e coda rastremata, pesante solo 915 kg.
La versione scoperta, nota anche come 1900 Sport Spider, partecipa a qualche gara in salita con Consalvo Sanesi riprendendo in toto la meccanica della coupé ma con una carrozzeria molto diversa, più simile a quella della Arnolt-Bristol; sempre disegnata da Franco Scaglione e realizzata dalla Bertone.

### Le B.A.T. 5 - 7 - 9 Bertone

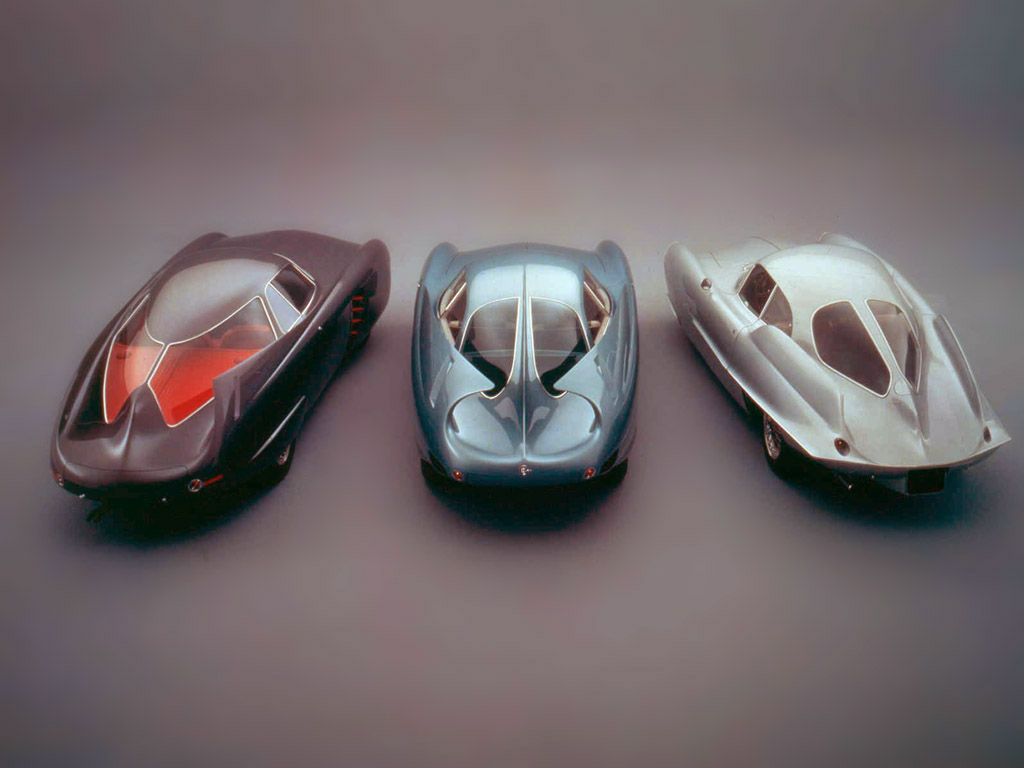
Le tre B.A.T., da sinistra: B.A.T. 5, B.A.T. 7, B.A.T. 9

Nel 1953 Nuccio Bertone incaricò uno dei suoi designer, Franco Scaglione, di realizzare delle dream car basate sull'autotelaio dell'Alfa Romeo 1900C con carrozzerie dal minor coefficiente aerodinamico possibile per stupire il pubblico dei saloni.
Presentate in successione ai Salone dell'automobile di Torino del 1953, '54 e '55 le tre B.A.T. 5, B.A.T. 7, B.A.T. 9, tutte disegnate da Franco Scaglione e realizzate con l'aiuto di Ezio Cingolani, responsabile dello sviluppo e della produzione del progetto, sono caratterizzate da una ricerca stilistica e aerodinamica molto attenta e in particolare da parafanghi posteriori sormontati da pinne ricurve di grandi dimensioni, in special modo sulla B.A.T. 7.
Per ognuna delle tre concept l'Alfa Romeo provvide a fornire l'autotelaio dell'Alfa Romeo 1900C con motore da 100 CV e un cambio manuale a 5 marce sufficienti per spingere le tre vetture a velocità di punta intorno ai 200 Km/h.

## Le altre 1900 speciali
Come per tante altre automobili del periodo molti carrozzieri presentarono prototipi o versioni in piccola serie della 1900, partendo dall'autotelaio completo 1900C fornito della casa madre. Tra questi possono essere menzionati anche Touring e Pinin Farina, che realizzarono alcune vetture speciali oltre alle coupé e cabriolet regolarmente a listino, seguiti da Bertone, Boano, Boneschi, Castagna, Colli, Francis Lombardi, Ghia, Vignale e Zagato.
Touring, oltre alle Disco Volante, realizzò nel 1955 una coupé e una cabriolet sulla base della 1900C SS, simili tra loro ma diverse dalle altre Super Sprint "di serie", caratterizzate da un fregio cromato lungo la fiancata mentre per il Salone dell'Automobile di Ginevra 1957 realizzò un solo esemplare di cabriolet "tagliando" il tetto alla 1900C SS "Giuliettona".
Pinin Farina si cimentò sulla base della 1900C Sprint anche per realizzare una coupé due posti secchi con lunotto panoramico, prodotta in soli 100 esemplari tra il 1952 e il 1953. Il risultato fu una delle più aggraziate derivate dalla 1900, con similitudini con la precedente Fiat 1100/103 TV e la successiva Ferrari 250 GT Swb. Successivamente realizzò anche la TI Coupé, dotata di un’ampia calandra frontale che sostituisce scudo e baffi e una vistosa presa d’aria sul cofano.
Bertone, prima di produrre la 2000 Sportiva/1900 Sport Spider e le B.A.T, 5-7-9 si era già occupato della 1900 realizzando la 1900 L berlina 2 porte del 1953, disegnata da Franco Scaglione, e poi la 1900C Spider "Perla", dotata anche di hardtop.
La carrozzeria Boneschi si cimenta con la 1900 realizzando nel 1953 due auto molto diverse, la 1900C Gazzella, una coupé improntata sul lusso, e la 1900C Convertibile Astral, una spider futuristica. Nel 1955 Boano realizzò una speciale 1900C coupé, molto diversa dalla 1900 Primavera, simile alla Disco Volante ma con linee più tese ed un enorme lunotto posteriore diviso in due elementi.
Nel 1951 il carrozziere milanese Castagna realizzò una coupé sulla base della 1900C Sprint che avrebbe potuto anche essere prodotta in grande serie se la dirigenza non avesse scelto di mettere ufficialmente a listino la versione di Touring. Tra il 1952 ed il 1957 venne prodotta, dalle carrozzerie Colli e Francis Lombardi, una versione Limousine caratterizzata dal passo allungato e nota come 1900 ministeriale.

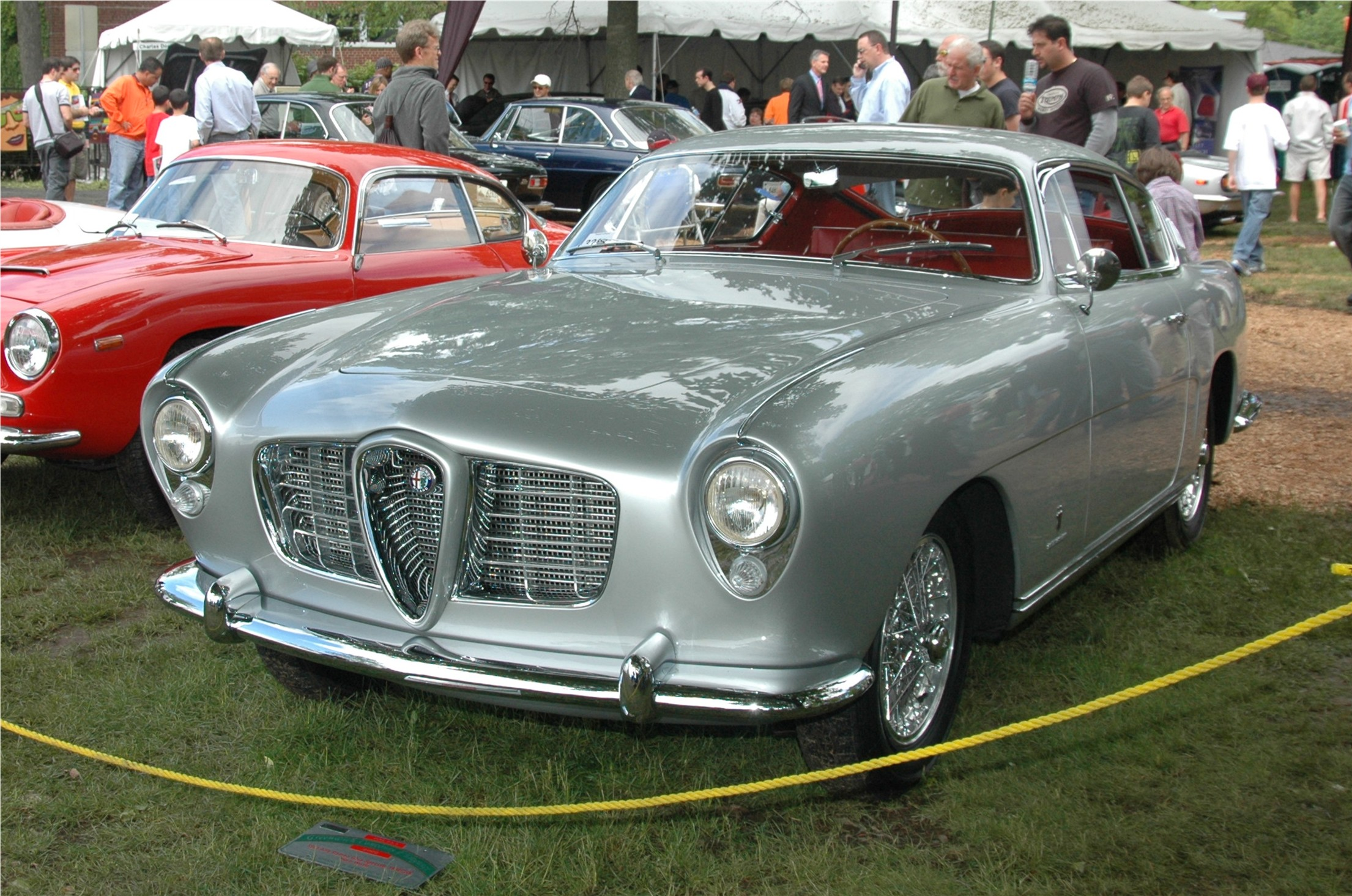
L'Alfa Romeo 1900C Sprint Ghia del 1955

Anche Ghia lavorò molto sulla 1900. Nel 1953 realizzò la Sprint Supergioiello, in varie versioni coupé sia due che quattro posti, e poi realizzò un'altra coupé, presentata nel 1955 al salone di Parigi, molto simile a quella costruita un anno prima, nel 1954, in collaborazione con Carlo Abarth, in cerca di appoggio da parte delle grandi case automobilistiche italiane. Per la realizzazione dell'Alfa Romeo-Abarth 2000, che serviva a mostrare la bontà delle sue realizzazioni all'industria milanese, il preparatore italo-austriaco elaborò il motore e commissionò a Ghia una nuova carrozzeria in alluminio. Presentata presso il Salone dell'automobile di Torino, venne notata per la linea massiccia ma molto personale e per l'innovativa configurazione posteriore, dotata di portellone portabagagli integrato con il lunotto; una soluzione oggi adottata da molte due volumi moderne. Nel 1953 un altro specialista di elaborazioni, Virgilio Conrero, collaborò con Ghia per dare un abito ad una delle sue creazioni più speciali. Su questa, vettura con motore della 1900 elaborato, telaio tubolare e sospensioni della Lancia Aurelia Ghia lanciò lo stile Supersonic, stilizzato da Giovanni Savonuzzi, che poi venne riutilizzato anche su alcune Fiat 8V e almeno su un'Aston Martin DB2/4 e una Jaguar XK 120 SS.
Anche la sussidiaria svizzera della Ghia, la Ghia-Aigle, si cimentò sulla 1900 realizzando alcune coupé e cabriolet, simili a quelli di Vignale, qualche coupé dallo stile americaneggiante con sottili pinne posteriori ed una speciale roadster, verniciata in arancione, priva di porte, tetto e bagagliaio dedicata ad un cliente speciale amante delle imbarcazioni da diporto.

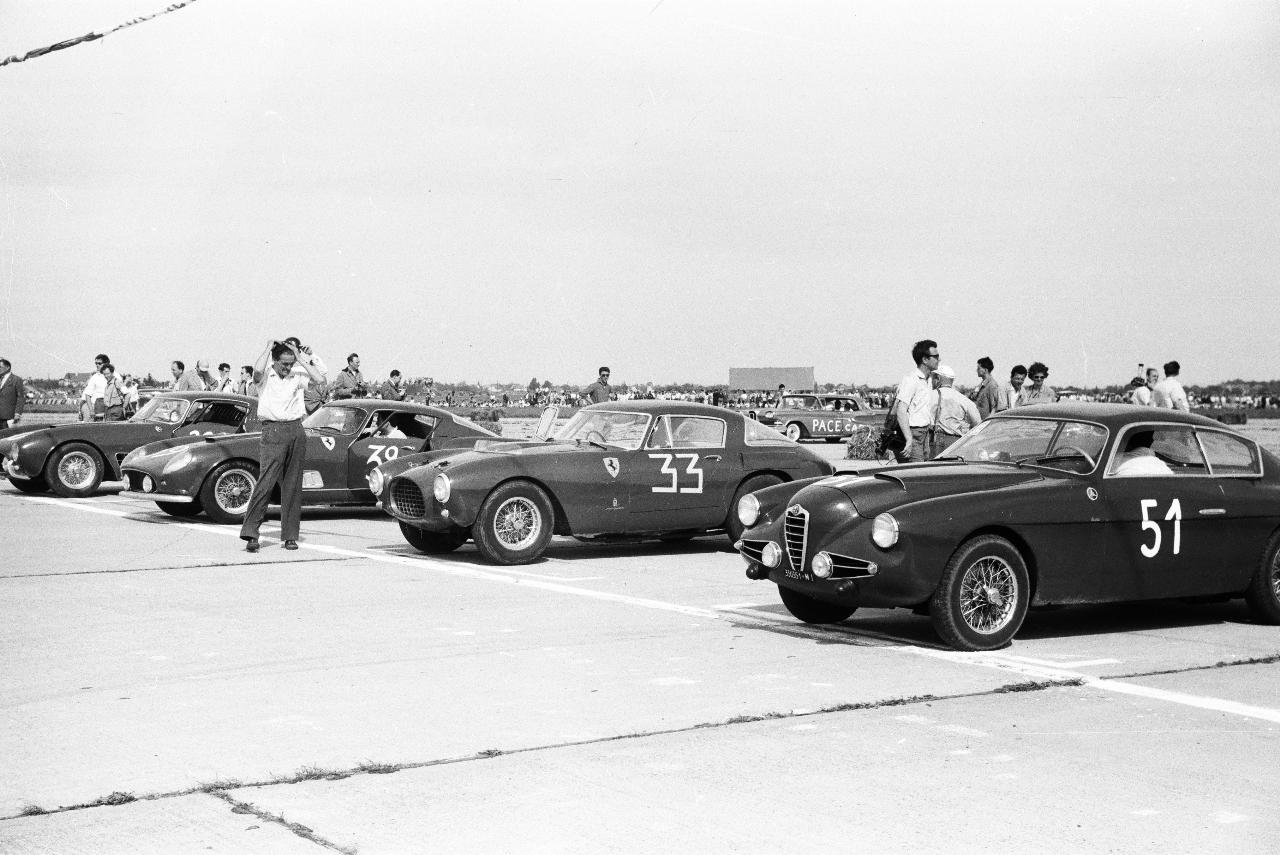
L'Alfa Romeo 1900C SS Zagato #51 di Massimo Leto di Priolo alla di una gara di Gran Turismo oltre 1.6 litri a Vienna nel 1958; come si può vedere compete con alcune Ferrari 250

La Vignale creò diverse Alfa Romeo 1900 speciali. Nel 1953 costruì una coupé disegnata da Rodolfo Bonetto priva dello scudetto triangolare Alfa Romeo, sostituito da un grande faro centrale come già fatto su una precedente Lancia Aurelia B52 speciale dello stesso carrozziere. Sempre nel 1953 Vignale costruì una coupé, ispirata anch'essa ad una Lancia Aurelia B52, stavolta con un grande scudetto triangolare affiancato da quattro fari separati incastonati nel frontale. Dopo un'altra coupé presentata al Salone di Torino 1954 Vignale stupì in quello del 1955 con l'Alfa Romeo 1900C Super Sprint La Flèche, una cabriolet su telaio corto disegnata da Giovanni Michelotti.
Con l'istituzione della categoria Gran Turismo, in cui potevano competere vetture sportive realizzate in almeno 30 esemplari, la Zagato decide di produrre una propria interpretazione della 1900C, la SS Z, Super Sprint Zagato. Si tratta di 39 berlinette e 2 spider costruite in alluminio, richieste espressamente dal pilota e collaudatore Consalvo Sanesi costruita dal 1954 al 1956. La linea, modificata più volte per essere più semplice ed aerodinamica possibile, è caratterizzata da un parabrezza molto inclinato e da due prese d'aria sul cofano, mentre su alcuni esemplari adotta anche la caratteristica doppia gobba sul tetto, simile a quella dell'Abarth 750 Zagato.
La 1900C SS Z diventa subito una delle auto più veloci e, per questo, preferite dai piloti amatoriali che la usano nelle gare più importanti degli anni '50, compresa la Mille Miglia.

## La produzione
Della versione berlina furono prodotti 17243 esemplari. L'allestimento più numeroso sono le Super, con 8282 unità, seguito dalla 1900 normale, con 7611 unità, dalle sportive TI e TI Super, con 1050 esemplari, ed infine dalle berline due porte Primavera, con soli 300 esemplari. Gli autotelai 1900C, principalmente carrozzati da Touring ma non solo, sono 1083, cui vanno aggiunti 91 esemplari di 1900 L. Discorso a parte per le jeep, con 2012 AR/51 e 155 AR/52 costruite.
| Modello              | 1900 normale | 1900 TI | 1900C Sprint    | 1900C S Sprint  | 1900 L    | 1900 Super | 1900 TI Super | 1900 Primavera | 1900C SS        | 1900 M (AR/51) | 1900 M (AR/52) | Totale: |
| allestimento         | berlina      | berlina | coupé/cabriolet | coupé/cabriolet | cabriolet | berlina    | berlina       | coupé 4 posti  | coupé/cabriolet | 4x4            | 4x4            |         |
| Annate di produzione | 1950-54      | 1952-54 | 1951-53         | 1954-55         | 1952      | 1954-59    | 1954-57       | 1955-57        | 1956-58         | 1952-53        | 1954           | 1950-59 |
| Esemplari prodotti   | 7611         | 572     | 650             | 299             | 91        | 8282       | 478           | 300            | 854             | 2012           | 155            | 21304   |

### La IKA Bergantin
L'Alfa 1900 venne anche costruita su licenza in Argentina dalla Industrias Kaiser Argentina come IKA Bergantin dal 1960. Ridisegnata nel frontale rispetto all'originale, adottava due motori, entrambi con distribuzione a valvole laterali: un quattro cilindri di 2480 cm³ (77 CV) cui si affiancò dal 1961 un sei cilindri di 3707 cm³ (115 CV). La produzione cessò nel 1962 dopo 8351 esemplari prodotti (di cui solo 353 a sei cilindri).

## Caratteristiche tecniche
| Caratteristiche tecniche - Alfa Romeo 1900 Super (1956)                                                | Caratteristiche tecniche - Alfa Romeo 1900 Super (1956) | Caratteristiche tecniche - Alfa Romeo 1900 Super (1956) | Caratteristiche tecniche - Alfa Romeo 1900 Super (1956) | Caratteristiche tecniche - Alfa Romeo 1900 Super (1956) | Caratteristiche tecniche - Alfa Romeo 1900 Super (1956) |
| --- | --- | --- | --- | --- | --- |
| | | | | | |
| Configurazione                                                                                         | | | | | |
| Carrozzeria: Berlina                                                                                   | Carrozzeria: Berlina | Posizione motore: anteriore | Posizione motore: anteriore | Trazione: posteriore | Trazione: posteriore |
| Dimensioni e pesi                                                                                      | | | | | |
| Ingombri (lungh.×largh.×alt. in mm): 4400 × 1600 × 1490                                                | Ingombri (lungh.×largh.×alt. in mm): 4400 × 1600 × 1490 | Ingombri (lungh.×largh.×alt. in mm): 4400 × 1600 × 1490 | Ingombri (lungh.×largh.×alt. in mm): 4400 × 1600 × 1490 | Diametro minimo sterzata: 10,5 m | Diametro minimo sterzata: 10,5 m |
| Interasse: 2630 mm                                                                                     | Interasse: 2630 mm | Carreggiate: anteriore 1320 - posteriore 1320 mm | Carreggiate: anteriore 1320 - posteriore 1320 mm | Altezza minima da terra: 170 mm | Altezza minima da terra: 170 mm |
| Posti totali: 6                                                                                        | Posti totali: 6 | Bagagliaio: 380 dm³ | Bagagliaio: 380 dm³ | Serbatoio: 53 litri | Serbatoio: 53 litri |
| Masse                                                                                                  | a vuoto: 1053 kg | a vuoto: 1053 kg | a vuoto: 1053 kg | a vuoto: 1053 kg | a vuoto: 1053 kg |
| Meccanica                                                                                              | | | | | |
| Tipo motore: 4 cilindri in linea con basamento in ghisa e testata in lega leggera raffreddato ad acqua | Tipo motore: 4 cilindri in linea con basamento in ghisa e testata in lega leggera raffreddato ad acqua | Tipo motore: 4 cilindri in linea con basamento in ghisa e testata in lega leggera raffreddato ad acqua | Cilindrata: (Alesaggio x corsa: 84,5 x 88 mm) totale 1975 cm³ | Cilindrata: (Alesaggio x corsa: 84,5 x 88 mm) totale 1975 cm³ | Cilindrata: (Alesaggio x corsa: 84,5 x 88 mm) totale 1975 cm³ |
| Distribuzione: 2 valvole per cilindro, con due alberi a camme in testa comandati da catene             | Distribuzione: 2 valvole per cilindro, con due alberi a camme in testa comandati da catene | Distribuzione: 2 valvole per cilindro, con due alberi a camme in testa comandati da catene | Alimentazione: 1 carburatore invertito Solex 40 PAJ con pompa di accelerazione | Alimentazione: 1 carburatore invertito Solex 40 PAJ con pompa di accelerazione | Alimentazione: 1 carburatore invertito Solex 40 PAJ con pompa di accelerazione |
| Prestazioni motore                                                                                     | Potenza: 90 CV DIN a 5.200 giri/min / Coppia: 14,3 kgm DIN a 3.500 giri/min | Potenza: 90 CV DIN a 5.200 giri/min / Coppia: 14,3 kgm DIN a 3.500 giri/min | Potenza: 90 CV DIN a 5.200 giri/min / Coppia: 14,3 kgm DIN a 3.500 giri/min | Potenza: 90 CV DIN a 5.200 giri/min / Coppia: 14,3 kgm DIN a 3.500 giri/min | Potenza: 90 CV DIN a 5.200 giri/min / Coppia: 14,3 kgm DIN a 3.500 giri/min |
| Accensione: a bobina e spinterogeno con correttore pneumatico d'anticipo                               | Accensione: a bobina e spinterogeno con correttore pneumatico d'anticipo | Accensione: a bobina e spinterogeno con correttore pneumatico d'anticipo | Impianto elettrico: | Impianto elettrico: | Impianto elettrico: |
| Frizione: monodisco a secco, comando meccanico                                                         | Frizione: monodisco a secco, comando meccanico | Frizione: monodisco a secco, comando meccanico | Cambio: a 4 marce tutte sincronizzate + RM con comando al volante | Cambio: a 4 marce tutte sincronizzate + RM con comando al volante | Cambio: a 4 marce tutte sincronizzate + RM con comando al volante |
| Telaio                                                                                                 | | | | | |
| Corpo vettura                                                                                          | carrozzeria autoportante | carrozzeria autoportante | carrozzeria autoportante | carrozzeria autoportante | carrozzeria autoportante |
| Sterzo                                                                                                 | a vite globoidale e rullo | a vite globoidale e rullo | a vite globoidale e rullo | a vite globoidale e rullo | a vite globoidale e rullo |
| Sospensioni                                                                                            | anteriori: a ruote indipendenti, con quadrilateri deformabili, molle elicoidali, barra stabilizzatrice e ammortizzatori idraulici telescopici non coassiali / posteriori: a ponte rigido, con due puntoni longitudinali, triangolo centrale, molle elicoidali, barra stabilizzatrice e ammortizzatori idraulici telescopici coassiali | anteriori: a ruote indipendenti, con quadrilateri deformabili, molle elicoidali, barra stabilizzatrice e ammortizzatori idraulici telescopici non coassiali / posteriori: a ponte rigido, con due puntoni longitudinali, triangolo centrale, molle elicoidali, barra stabilizzatrice e ammortizzatori idraulici telescopici coassiali | anteriori: a ruote indipendenti, con quadrilateri deformabili, molle elicoidali, barra stabilizzatrice e ammortizzatori idraulici telescopici non coassiali / posteriori: a ponte rigido, con due puntoni longitudinali, triangolo centrale, molle elicoidali, barra stabilizzatrice e ammortizzatori idraulici telescopici coassiali | anteriori: a ruote indipendenti, con quadrilateri deformabili, molle elicoidali, barra stabilizzatrice e ammortizzatori idraulici telescopici non coassiali / posteriori: a ponte rigido, con due puntoni longitudinali, triangolo centrale, molle elicoidali, barra stabilizzatrice e ammortizzatori idraulici telescopici coassiali | anteriori: a ruote indipendenti, con quadrilateri deformabili, molle elicoidali, barra stabilizzatrice e ammortizzatori idraulici telescopici non coassiali / posteriori: a ponte rigido, con due puntoni longitudinali, triangolo centrale, molle elicoidali, barra stabilizzatrice e ammortizzatori idraulici telescopici coassiali |
| Freni                                                                                                  | anteriori: a tamburo / posteriori: a tamburo con alettatura per il raffreddamento | anteriori: a tamburo / posteriori: a tamburo con alettatura per il raffreddamento | anteriori: a tamburo / posteriori: a tamburo con alettatura per il raffreddamento | anteriori: a tamburo / posteriori: a tamburo con alettatura per il raffreddamento | anteriori: a tamburo / posteriori: a tamburo con alettatura per il raffreddamento |
| Pneumatici                                                                                             | 165 x 400 | 165 x 400 | 165 x 400 | 165 x 400 | 165 x 400 |
| Prestazioni dichiarate                                                                                 | | | | | |
| Velocità: in 4ª marcia: 163,636 km/h                                                                   | Velocità: in 4ª marcia: 163,636 km/h | Velocità: in 4ª marcia: 163,636 km/h | Accelerazione: sul km da fermo con uso del cambio: 36,600 | Accelerazione: sul km da fermo con uso del cambio: 36,600 | Accelerazione: sul km da fermo con uso del cambio: 36,600 |
| Consumi                                                                                                | medio 10,5 l/100km | medio 10,5 l/100km | medio 10,5 l/100km | medio 10,5 l/100km | medio 10,5 l/100km |
| Fonte dei dati: Prova su strada Alfa Romeo 1900 Super, Quattroruote, gennaio 1957                      | | | | | |